# マイスタージンガー
マイスタージンガー (ドイツ語: Meistersinger）は、中世から近世にかけてのドイツの手工業ギルドが与えたマイスター称号の一つ。マイスターは「親方」、ジンガーは「歌い手」であり、日本語では「職匠歌人」、「親方歌手」などとなる。
マイスタージンガーは、ドイツ各地の宮廷を遍歴していたミンネゼンガー（吟遊詩人）たちが、中世貴族の没落に伴って都市に住み着いたのが始まりと考えられている。15-16世紀にかけて、ニュルンベルクをはじめとする南ドイツの諸都市を中心に、手工業者の親方や職人、徒弟たちが組合に集い、詩と歌の腕を磨き合う文化が栄えた。

## 歴史

### 伝説の始祖たち

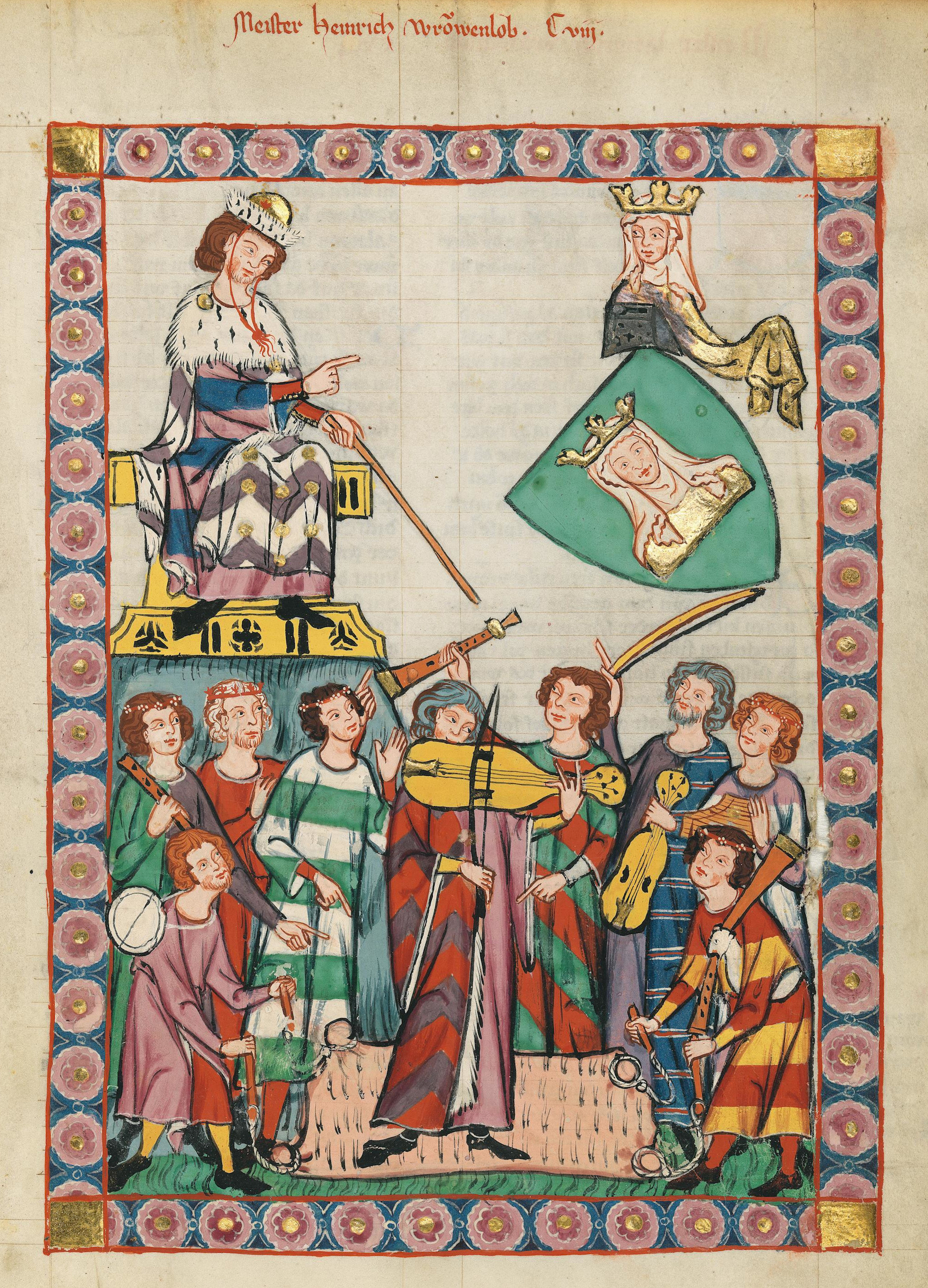
マネッセ写本の挿絵に描かれたフラウエンロープ。「いにしえの12人のマイスター」の一人でマインツで歌学校を創設したとされる。

meistersanc の語が文献に登場するのは13世紀である。このころの中世の詩人たちを、マイスタージンガーたちは「いにしえの12人のマイスター」と呼び、彼らの始祖として仰いだ。
「いにしえの12人のマイスター」は、14世紀ヴュルツブルクの詩人ルーポルト・ホルンブルクが選んだものが起源とされ、以下のとおりである。
1. ヴァルター・フォン・デア・フォーゲルヴァイデ（1170?年 - 1230?年）
2. ヴォルフラム・フォン・エッシェンバッハ
3. ラインマール・デア・アルテ（Reinmar der Alte. ラインマール・フォン・ハーゲナウ Reinmar von Hagenauとも; 1160年台 - 1205年頃。ヴァルター・フォン・デア・フォーゲルヴァイデの師にしてライバル。ウィーン宮廷で活躍。身分の高い貴婦人への報われない愛を歌うことにかけては他の追随を許さない優美なミンネザングを歌った）。「三十四篇の歌謡から初期の三篇を除いたすべての詩が、ただ一人の貴婦人に十数年奉仕して作った連作詩の体裁をとっている」（高津春久）[3]。
4. フラウエンロープ（本名：ハインリヒ・フォン・マイセン、1260?年 - 1318年）
5. コンラート・フォン・ヴュルツブルク（Konrad von Würzburg; 1220/30?年 - 1287年）「都市貴族や高僧の注文をうけて多数の叙事詩、叙情詩を作った」「叙情詩は形式技巧を極限まで追求する。押韻は多彩であり、不可能に近い技巧に挑戦する」（高津春久）[4]。
6. コンラート・マルナー
7. ハルトマン・フォン・アウエ
8. ハインリヒ・フォン・ミューゲルン
9. ラインマル・フォン・ツヴェーター(Reinmar von Zweter;1200年 - 1250?年。 マネッセ写本に紹介されている肖像画では、盲目の詩人として描かれている）[5]。宗教詩としてのライヒ一篇の他に「それぞれ十二行からなる二五〇余りの格言詩を、ほとんどすべて同一の形式『貴婦人・名誉の調べ』で」歌っている[6]。その中で「最も本領を発揮したのは政治的格言詩である。帝国擁護の側に立ち、教皇や聖職者達の不当な干渉に対して、敢然と立ち向か（った）」（尾野照治）[7]。
10. ブルーダー・ヴェルンヘルないしヴェルナー(Bruder Wern(h)er; マネッセ写本に肖像画と作品が示されている）[8]
11. フリードリヒ・フォン・ゾネンブルク
12. ボッペ

ただし、この名簿については後世に異同が生じており、以下の人物も「いにしえのマイスター」として数えられる場合がある。
- バルテル・レーゲンボーゲン（生年不詳 - 1318年以降）
- クリングゾール（Klingsor；伝説上の人物で「ヴァルトブルクの歌合戦」に登場するマイスタージンガー、 ハンガリーの占星術師であり、黒魔術の師でもあったとされる。マネッセ写本には、これに関わる歌と絵が示されている）[9]。「ドイツ文学史の通説に従えば、ヴォルルラムの叙事詩『パルチヴァール』に登場する魔法の城の王クリンショルと同一の人物」[10]。

このうち、フラウエンロープは1315年ごろにマインツで最初の「歌学校」（#歌学校の節を参照のこと）を開いたとされる。とはいえ、歌学校が記録に現れるのは、16世紀初頭からである。

### マイスタージンガーの盛衰

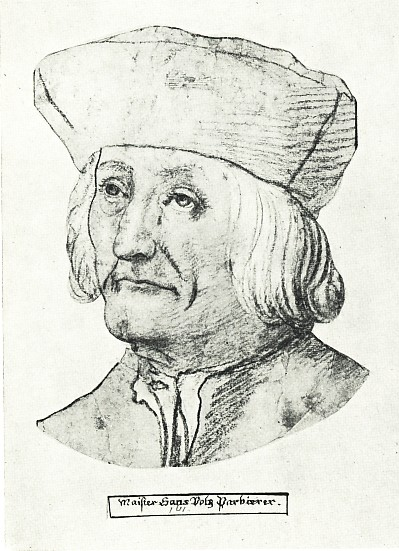
ニュルンベルクのマイスタージンガー組合隆盛期を支えたハンス・フォルツ（1435/40?年 - 1513年）

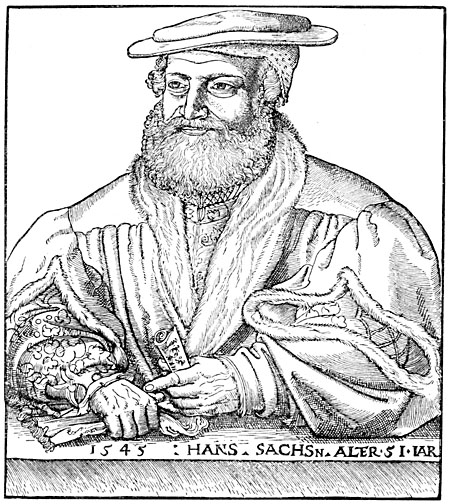
代表的なマイスタージンガー、ハンス・ザックス（1494年 - 1576年）

マイスタージンガー芸術の中心となったのは、神聖ローマ帝国の帝国都市として繁栄したニュルンベルクである。文書で確認できるニュルンベルク最古のマイスタージンガーは、フリッツ・ケットナー（1392年 - 1430年在住、職業不詳）である。
ハンス・フォルツ（1435/40?年 - 1513年、外科医兼床屋）のもとで、ニュルンベルクのマイスタージンガー組合は隆盛期を迎えた。フォルツは1459年にヴォルムスから移り住んできたマイスターで、組合の先例遵守の旧弊を改め、新しい調べを生み出した者だけがマイスターになれるという決まりを導入したとされる。
16世紀に入ると、ニュルンベルクは人口5万人を数え、ケルン、アウクスブルクと並ぶドイツ屈指の大都会に発展する。また、マルティン・ルターが主導した宗教改革において、ニュルンベルクは「第二のヴィッテンベルク」といわれるほどのプロテスタント勢力となった。1530年、ルターはニュルンベルク市参事会書記のラツァルス・シュペングラーに宛てて「ニュルンベルクは全ドイツに輝く太陽」だと書き送っている。
宗教改革はマイスタージンガーたちの芸術にも影響を及ぼした。それまでカトリック信仰に根ざしたマリア崇敬を中心テーマとしていたニュルンベルクのマイスター歌は、ルターの教えを拡げる「プロテスタンティズムの道具」といわれるほどとなる。
この時期に登場したハンス・ザックス（1494年 - 1576年、靴屋）は、マイスタージンガーとして代表的な存在である。ザックスはルターの思想に傾倒しつつ、生涯に4,374篇のマイスター歌、約2,000の祝詞歌(Spruch)など多数の作品を発表した。上記ケットナーやフォルツ、ザックスは、19世紀リヒャルト・ワーグナーの楽劇『ニュルンベルクのマイスタージンガー』に登場する親方たちのモデルとなっている。
マイスタージンガーの最盛期には、ニュルンベルクの会員(Gesellschafter)は250名を数えた。しかし、マイスター歌に定められた煩雑な規則は硬直化の傾向を招き、彼らの芸術は次第に生命力を欠く独創性のないものとなっていく。
大航海時代と植民地獲得競争の幕が開くと、世界経済の中心は大西洋岸に移ってゆき、これに伴って南ドイツの帝国都市は衰退の一途をたどることになる。ハンス・ザックスの生前からすでに形骸化の兆しを見せ始めていたマイスタージンガーたちの活動は、規則と伝統に縛られたことに加え、内紛による士気低下が乱脈経営となって現れ、ニュルンベルク市当局は何度か「歌学校」の解散を命じるようになる。
他の帝国都市でも事情は変わらず、三十年戦争（1619年 - 1648年）を境として、マイスタージンガー組合はほとんど有名無実の存在と化していた。
1806年、ナポレオンによって神聖ローマ帝国が解体され、ニュルンベルクがバイエルン王国に編入されたときには、ニュルンベルク市の人口は25,000人に減少していた。こうした退潮の中で、ニュルンベルクでは1778年に組合が解散する。19世紀までわずかに残っていた他都市の組織も、1839年にウルム、1875年にメミンゲンが解散し、これを最後にマイスタージンガー組合は姿を消した。

## 組織と活動
組合の階級は、手工業ギルドにならって下から「生徒(Schüler)」―「学友(Schulfreund)」―「歌手(Sänger)」―「詩人(Dichter)」―「マイスター(Meister)」の5段階となっていた。
組合の活動として、歌学校、資格試験、祝祭の遠出、寄合があった。以下に述べるのは、主としてニュルンベルクの活動についてである。これらは、入門審査の日に「金庫役(Büchsenmeister)」が徴収する年会費でまかなわれた。

### 歌学校

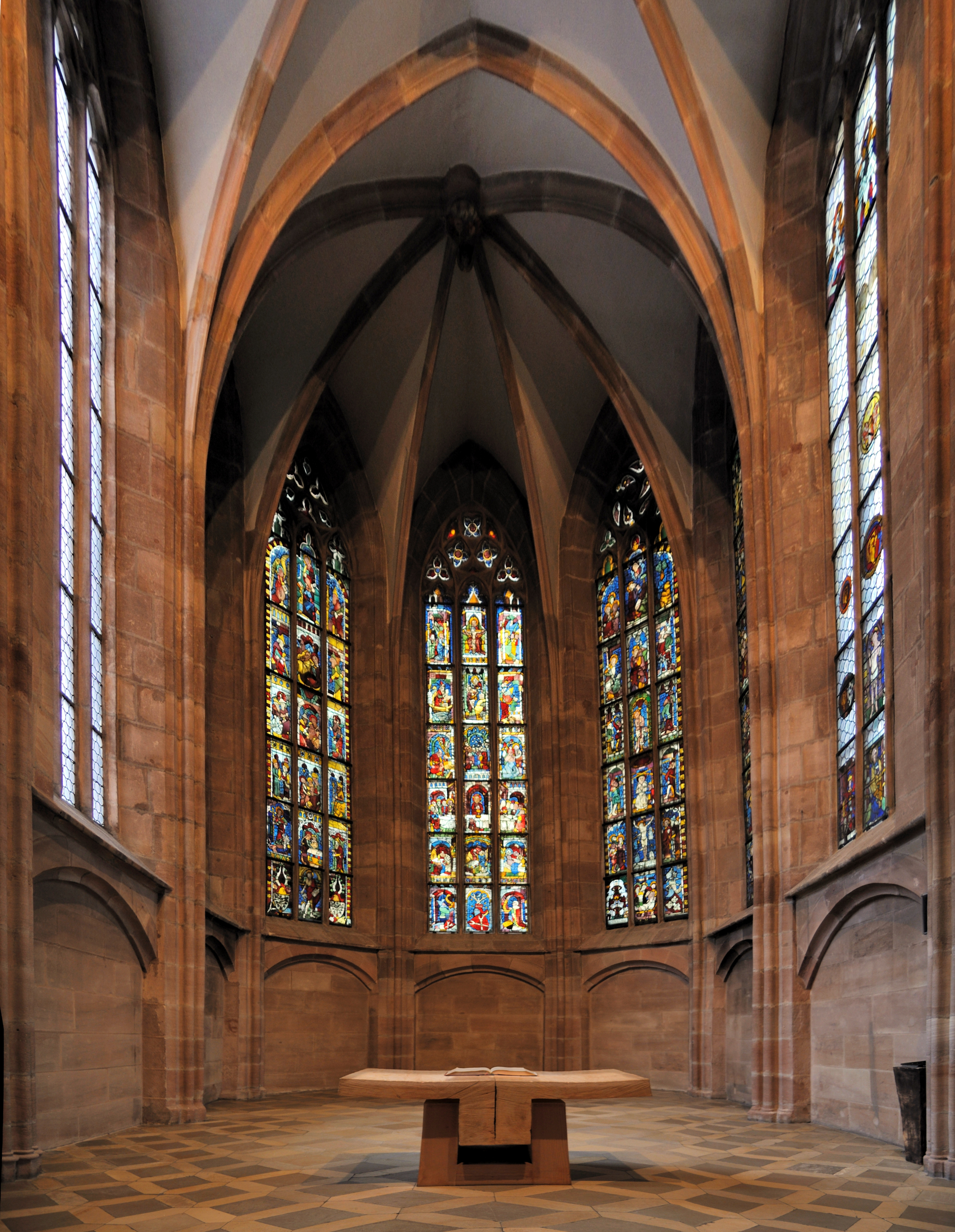
16世紀後半、マイスタージンガーの歌学校会場として使われた聖マルタ教会内部（ニュルンベルク）

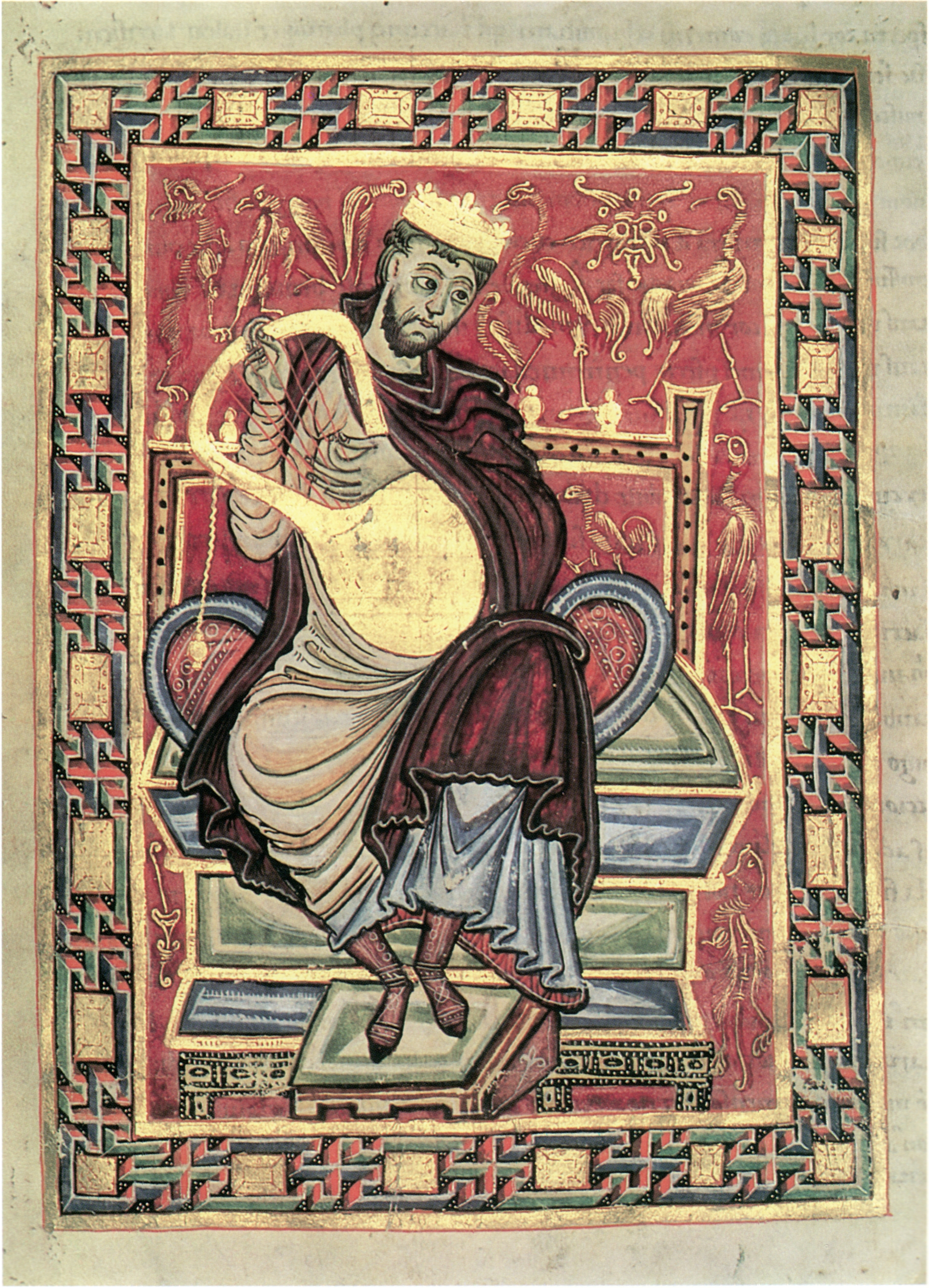
「エグバート詩篇」（10世紀）の挿絵に描かれたダヴィデ王

「歌学校(Singschule)」は教育機関ではなく、誰でも参加可能な公開の歌唱コンクールである。通常年1回、日曜日ないし祭日の午後の礼拝のあとに催された。
組合は自前の建物を持っておらず、宗教改革によって使用されなくなった教会など、歌学校の会場を求めて市内各所を転々とした。歌学校を屋外で開催することもあった。
ニュルンベルクでは、1572年より南の市壁沿いの聖マルタ教会が多く使われ、1620年からは聖カタリーナ教会が使われるようになった。
歌学校は点呼から始まる。開催の数日前に最年少のマイスターが会員の元に赴き、その旨を伝える。出席できないマイスターは、人を立てて理由を申し述べる義務があった。
歌学校には、「自由歌唱」と「本歌唱」の2部門がある。
自由歌唱(Freisingen)
本歌唱に先立って行われるもので、テーマに制約がなく、審査や表彰もなかった。したがって褒賞は聴衆の拍手のみであったが、ときには金品が贈られる場合もあった。自由歌唱が終わると全員の斉唱を経て本歌唱に移った。
本歌唱(Hauptsingen)
テーマは宗教歌に限られ、芸術性の高さではなく、規則からの逸脱の少なさを競った。採点は持ち点7の減点方式により、同点者がある場合は「決定戦(Ver)Gleichen」となる。
優勝者(Übersinger)には、竪琴を手にしたダヴィデ像をかたどり、金メッキを施した3枚の銀メダルのついた鎖「ダヴィデの勝者(Davidsgewinner)」が、準優勝者には、絹の造花を編んだ花環が授与された。これらはそれぞれ次回の歌学校まで受賞者が保持した。また、優勝者には次回の歌学校で記録席に立ち入る権利が認められた。

#### 判定
本歌唱の判定は、マイスタージンガーから互選により「記録係(Merker)」が担当した。
記録係は、ハンス・ザックスの弟子アダム・プッシュマンや19世紀の歴史家ゲオルク・ゴットフリート・ゲルヴィヌス(de:Georg Gottfried Gervinus)によれば3名とされる。ニュルンベルクのタブラトゥーアでは記録係は4名と定められており、四方に幕を垂らした机を囲んで座り、これを記録席と呼んだ。記録係は以下の4点を分担した。
1. ルター訳聖書の文書との照合
2. 歌詞の規則違反の点検
3. 押韻の書き取り
4. 旋律の確認

このほか記録係は、会員召集の決定や、歌学校の一週間前に出場者に歌詞を提出させ、公序良俗や市当局の禁令に触れていないか検閲もした。
歌い手は、「歌唱席(Singstuhl)」に座って歌う。この席は、もともとは組合の重鎮のために用意されていた「名匠席(Meisterstuhl)」の名残であり、当初は歌い手は着席せずに一同の中央に立って歌っていた。
記録係の「始めよ！(Fanget an!)」の合図によって歌い出し、記録係は黒板にチョークで罰印を付けていく。歌い手はゲゼッツやアプゲザング（#バール形式の節を参照のこと）が終わるたびに休みを入れ、記録係の「続けよ！(Fahret fort!)」の合図で先を続けた。
減点がない場合は「完唱(glatt gesungen)」とされる。完唱を含めて減点7以下であれば「マイスター歌(Meistergesang, Meisterlied)」として認められた。マイスター歌は、子供の洗礼にならい、名付親(Gevatter)2名の立ち合いの下、命名の儀式が執り行われた。
誕生したマイスター歌の名と誕生年月日を記載した「マイスター歌登録簿(Meistergesangbuch)」は櫃(poleet, pult)に収められ、「鍵役(Schlüsselmeister)」がその鍵を保管した。
反則が7点を超えた場合は、「歌いそこね(versungen)」を宣告される。ただし、衆目にさらされながら公然と指摘されるのではなく、本人だけにわかるようにこっそり教えられた。

### 資格試験
資格試験(Probe)のうち、入門審査は聖トーマスの日（12月21日）の前の会合と決められており、資格要件の審査、詩と歌の基礎知識に関する口頭試問、持ち点7での歌唱試験があった。資格要件には、マイスターに師事した経験の有無、歌学校への定期的な出席、酒亭で会員への紹介がすんでいるか、賤民でないこと、などがあった。
マイスターへの昇格試験(Freiung)は、歌学校の場を借りて実施された。ここでは紹介者による歓迎挨拶、マイスタージンガーの歴史やタブラトゥーア（#タブラトゥーアの節を参照のこと）に関する質疑のあと、マイスター志願者が自作の「資格試験の歌(Probelied)」を披露して判定が行われた。

### 祝祭の遠出
ニュルンベルクの組合では、年に一度三位一体の祝日（6月上・中旬）に会員たちが市門東の郊外ヴェールト(de:Wöhrd)へ出かけ、当地の教会や役場で民衆をまじえて歌の会を催す慣わしとなっていた。

### 寄合
寄合(Sitzung)は、組合の運営に関する事項について、マイスターたちを酒亭に召集して相談した。また、上記資格試験のうち、組合加入から「詩人」への昇格までは、寄合の酒亭がその会場となった。

## マイスタージンガーの規則と詩学

### タブラトゥーア
タブラトゥーアは歌学校の規則で、ラテン語で「表(Tabula)」を意味し、数字式記譜法を表す音楽用語タブラチュアからその名がとられた。
タブラトゥーアは各都市により違いがある。確認できる最古のタブラトゥーアは、1540年にニュルンベルクで定められたものである。ニュルンベルクのタブラトゥーアには、他にザックスの弟子アダム・プッシュマンが記した1571/74年版も残っている。
ニュルンベルクのタブラトゥーアには、序に当たる「歌之掟(Leges Tabulaturae)」、それにつづく一般的規則、減点対象となる33の禁則が記されている。

### バール形式
マイスタージンガーの詩型は「バール形式」による。バール(Bar)は、A-A-Bの3部構成が基本となる。複数行からなる「詩行(Vers, Verse)」Aをシュトレン(Stollen)と呼び、行数、韻律、押韻パターンとも同型のシュトレンを二つ並べたA-Aを「アウフゲザング(Aufgesang)」と呼ぶ。それに続く複数詩行Bは、アウフゲザングとは異なる形で「アプゲザング(Abgesang)」と呼ぶ。歌全体は、バール(A-A-B)の3連、ときには5 - 7連で構成する。
また、ゲゼッツ(Gesätz, Gesetz)は、詩節(Strophe)のまとまりのことである。なお、アウフゲザングを指してゲゼッツとする場合もあり、ニュルンベルクのタブラトゥーアでは、A-A-B構成によるバールをゲゼッツとし、詩全体をバールと称するなど、この語の用法に関しては曖昧さが見られる。
マイスタージンガー自身は、バールと言う語を詩節（連）の集合である歌(Lied, Lieder)の意味で使っていたと思われる。
シュトレン(A)とアプゲザング(B)の行数規定については諸説あって一致しない。ただし、ニュルンベルクのタブラトゥーアには明文規定がないものの、6行以下は「過小の調べ(Überkürzer Ton)」、全体で100行を超える詩は「過大の調べ(Überlanger Ton)」として認められなかった。

### 詩と歌唱
詩の性格は、韻律と押韻によって決定される。これらの要素にはさまざまな名前が付けられている。
韻律
母音を1個含む音の最小単位が音節(Silbe)」であり、性質の異なる音節の組み合わせによって構成される言語リズムを「韻律(Maß)」という。
音節の性質には、長短（例：Tag - Sachs）、硬軟（例：Gott - Tod）、明暗（例：母音e, i - 母音o, u）などがあるが、ドイツ語の詩ではアクセントの強弱により「強（揚）音節(Hebung)」と「弱（押）音節(Senkung)」に分けられる。この強弱の音節の組み合わせによって、韻律の最小単位「脚(Fuß)」を形成する。脚の例として、「ヤンブス（弱強、例：Verbot）」、「トロカイオス（強弱、例：Vater）」、「ダクテュルス（強弱弱、例：Heilungen）」などがある。音節数と1行中の脚数を「音数(Zahl)」と呼ぶ。
押韻
行末の「韻(Reim)」は、1音節による「男性韻（鈍い韻）」（例：Duft/Luft）と2音節からなる「女性韻（響く韻）」（例：Wonnen/ersonnen）に大別される。
行同士を押韻するときには、韻律のところで述べた「音数」をそろえなければならない。
隣接する行同士の押韻を「対韻(Paarreim)」、1行おきの押韻を「交差韻(Kreuzreim)」と呼ぶ。アプゲザングのように、詩節中では韻を踏まないが、他の詩節の行と押韻するものを「穀粒(Korn)」、まったく押韻しないものを「孤児(Waise)」と呼ぶ。
また、例えば冒頭で1音節だけの短い行が末尾でやはり1音節だけの行と押韻することを「休止(Pause)」、詩節の中間に並ぶ2音節からなる2行が押韻するものを「打ち付け韻(Schlagreim)」と呼ぶ。
こうした韻律・押韻による詩に音楽旋律をつけた「マイスターの調べ(Meisterton)」は、歌詞や譜面を見ずに単旋律で歌われる。
2つのシュトレンは同じ旋律によって歌うこと、また、マイスター歌の1行は息継ぎなしで歌われるため、13音節を超えてはならないと定められていた。